# Florencia Bonsegundo
María Florencia Bonsegundo (Morteros, 14 juli 1993) is een Argentijns internationaal voetballer. Zij speelt als middenvelder voor het nationale vrouwenelftal van Argentinië.
In 2018 ging Bonsegundo van haar vaderland naar Europa toen ze van de club UAI Urquiza overstapte naar het Spaanse Sporting Huelva, waar zij in het seizoen 2018/19 dankzij haar vijf doelpunten gedeeld topscorer werd van haar team. 
Bonsegundo maakte in 2012 deel uit van de Argentijnse ploeg op het wereldkampioenschap onder 20. Sinds 2014 komt ze uit voor het seniorenteam. Op de Zuid-Amerikaanse voetbalkampioenschappen van 2014 en 2018 scoorde zij in totaal vijfmaal voor haar land. Ook op het wereldkampioenschap voetbal van 2019 te Frankrijk schoot zij de bal in het doel. In de laatste groepswedstrijd van de Argentijnen benutte zij in de blessuretijd een strafschop en trok zo de achterstand van 3–2 op de Schotse vrouwen gelijk. De eindstand van 3–3 was echter niet genoeg om door te gaan naar de achtste finales.